# Trillium yezoense
Trillium yezoense är en nysrotsväxtart som beskrevs av Misao Tatewaki och J.Samej. Trillium yezoense ingår i släktet treblad, och familjen nysrotsväxter. Inga underarter finns listade.